# Японская могера
Япо́нская моге́ра (лат. Mogera wogura) — млекопитающее из рода Могеры (Mogera) семейства Кротовых (Talpidae).
Распространена в Японии от западной части острова Хонсю, на Кюсю, Сикоку , Сёдосиме и на нескольких небольших островах Японского моря.
Этот вид населяет различные ландшафты от лесов и лугов до пахотных и пастбищных угодий. На Хонсю существует прямая конкуренция с малой японской могерой (Mogera imaizumii), особенно на восточной границе распространения. Японская могера — крупный представитель этого рода. Его внешний вид во многом соответствует внешнему виду других представителей рода. Для него характерно цилиндрическое тело, короткая шея и лопатообразные передние конечности. В качестве особенностей можно выделить темный окрас шерсти и широкую морду.
Животные живут под землей в туннелях, которые они сами роют. Они создают камеры с гнездами из растительного материала. Рацион состоит из дождевых червей и насекомых, доля которых подвержена сезонным колебаниям. Размножение происходит весной, в помёте от 3 до 6 детенышей. Японская могера была научно описана ещё в 1842 году. В XX веке возникла некоторая путаница с малой японской могерой, которая считалась конспецифичной с японской могерой и носила её латинское название. К этому виду было отнесено несколько подвидов, в том числе и обитавшие в  материковой части Северо-Восточной Азии в Корее и на юге Примосркого края. Нет единого мнения о существовании других подвидов на Японском архипелаге. Однако можно выделить несколько генетических линий. Японская могера не находится под угрозой исчезновения.
Довольно широко распространённый вид. Никаких угроз для популяции не существует. Японская могера населяет луга и возделываемые поля. Высота распространения до 1 000 метров над уровнем моря.
Максимальная продолжительность жизни в неволе — 3,2 года.

## Систематика
Род могер (Mogera) включает всего девять видов и принадлежат к семейству кротовых (Talpidae), внутри которого они вместе с некоторыми другими, в основном евразийскими видовыми группами, образуют трибу из Talpini. В состав этой трибы входят в основном роющие представители крота, в то время как другие представители семейства живут лишь частично под землей, передвигаются над землей или приспособлены к полуводному образу жизни.
По данным молекулярной генетики исследователи делят могер на две линии. Одна объединяет представителей материковой части Восточной и Юго-Восточной Азии вокруг китайского островного крота (Mogera insularis), другая состоит из видов японских островов, объединённых вокруг японской могеры. К последним также относится уссурийская или большая могера (Mogera robusta), обитающая на Корейском полуострове и в российском Приморье. Разделение могер на эти две линии началось еще в верхнем миоцене примерно от 10 до 8 миллионов лет назад. Дальнейшая дифференциация группы японской могеры произошла в верхнем плиоцене и в нижнем плейстоцене примерно от 3,6 до 1,2 миллиона лет назад. Ближайшим родственником является уссурийская могера, а малая японская могера (Mogera imaizumii) образует сестринскую группу.
Кроме того можно выделить три  цитогенетических группы. Все они имеют хромосомные наборы  2n = 36, но количество плеч аутосом (фундаментальное число)  различается: у японской могеры 52, у японской малой могеры 54, а у уссурийской могеры — 58. Некоторые авторы считают, что японская  и малая японская могеры представляют более позднюю волну иммиграции могер на Японские острова. Они населяют в основном внутренние районы. Более ранняя группа, состоящая из садоской могеры (Mogera tokudae) и этигской могеры (Mogera etigo), обитает только в прибрежных районах и на некоторых прибрежных островах.

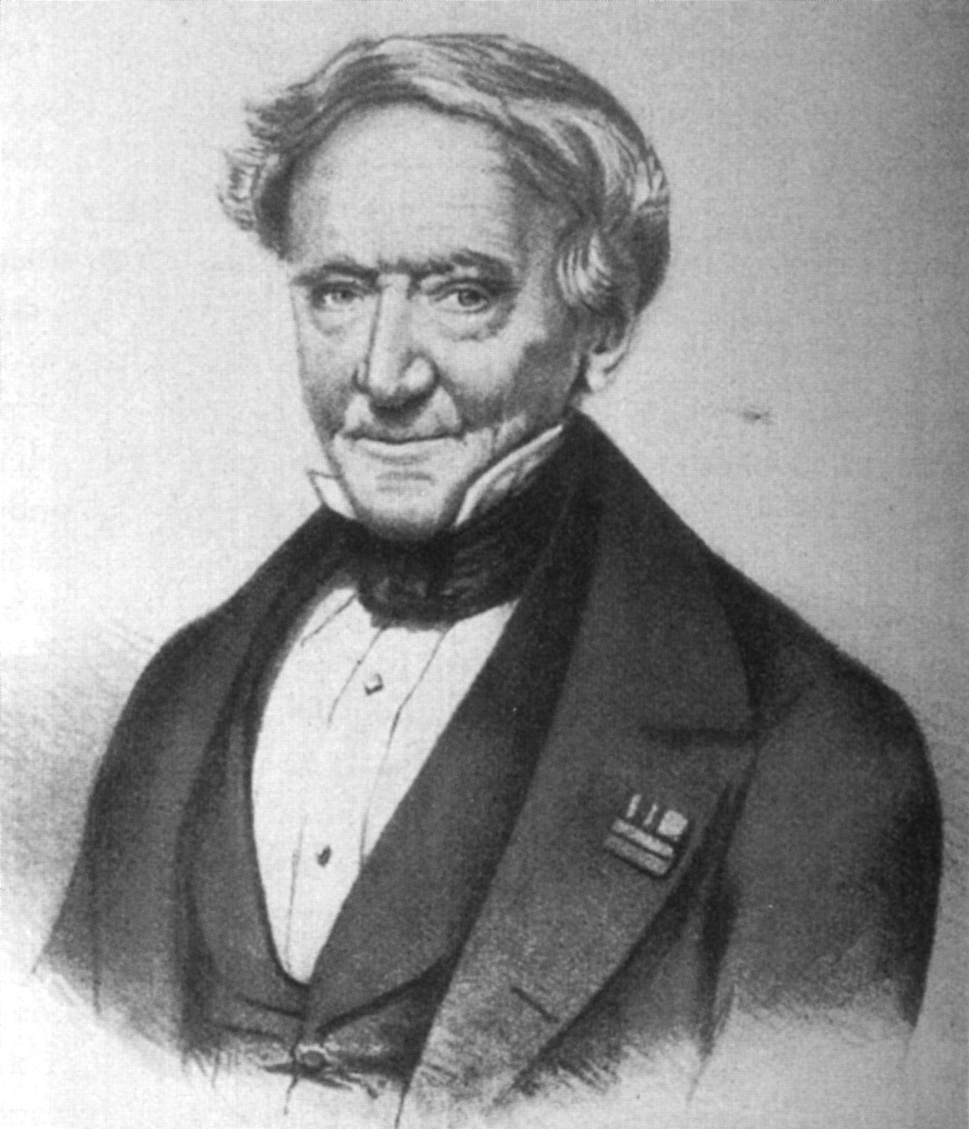
Конрад Якоб Темминк

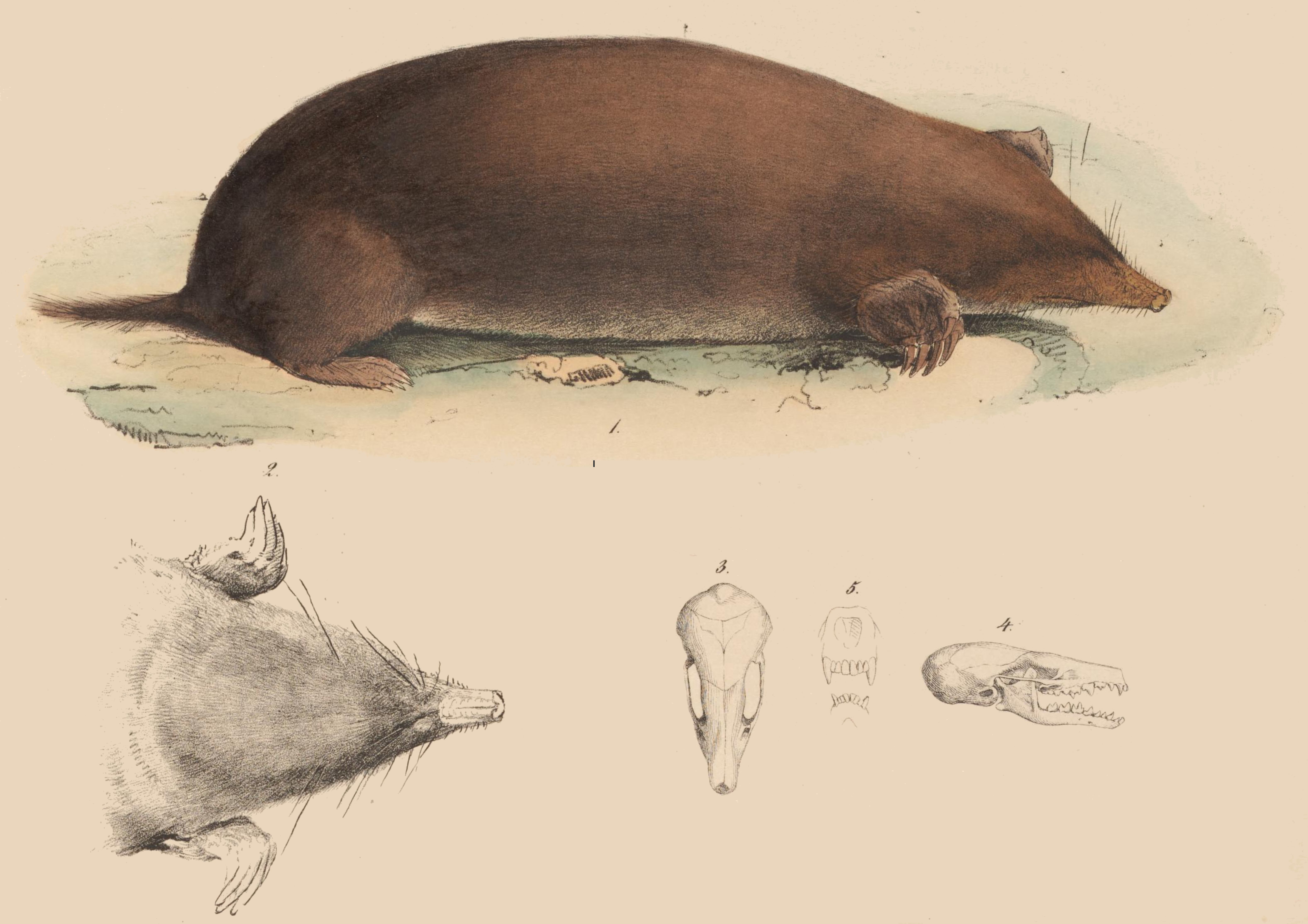
Изображение японской могеры из первого описания Темминка 1842 г.

Первое науное описание этого вида было опубликовано Конрадом Якобом Темминком в 1842 году. Он использовал название Talpa wogura. В своём описании Темминк основывался на нескольких особях, в том числе молодых, которых он характеризовал как длинномордых и короткохвостых, более светлых по цвету, чем европейский крот (Talpa europaea). Темминк также укаал на меньшее количество нижних резцов по сравнению с европейским кротом (однако, он привёл цифры  6 и 8 для каждого из видов, и, таким образом, включил клыки в каждом случае). Он упомянул только Японию как место происхождения материала, так что он не указал конкретный регион в качестве типовой области, так же как он не определил голотип  (они были выбраны в качестве лектотипов только в 1978 и 1996 годах соответственно). Родовое название Mogera было предложено шестью годами позже Огюстом Помелем, который выделил японскую могеру в качестве типового вида. A Terra typica японской могеры была определена только в 1905 году Олдфилдом Томасом. В тот момент Томас описал новый подвид под наванием Mogera wogura kobeae, имея в виду Кобе в южной части острова Хонсю как место происхождения голотипа. осмотрели на это. Он сравнил эту очень крупную форму с черепами несколько меньшего размера из Иокогамы в центральной части Хонсю, которых он считал типичными представителями японской могеры. Однако в 1995 году Хисаси Абэ переместил типовое местонахождение Mogera wogura в окрестностях Нагасаки на Кюсю, поскольку японская могера не встречается в окрестностях Иокогамы.
В 1948 году Эрнст Шварц, проведя ревизию, объединил всех представителей трибы Talpini из Восточной и Юго-Восточной Азии с евразийскими кротами в род Talpa. Для всей территории Восточной и Юго-Восточной Азии он определил только один вид, Talpa micrura, который разделил на различные подвиды (это название теперь относится к гималайскому кроту из рода восточноазиатских кротов (Euroscaptor)). Подвид Talpa micrura wogura объединил всех представителей альпийских кротов Японии, таких как японская могера, малая японская могера и японский горный крот (Oreoscaptor). Какое-то время эта концепция поддерживалась многими учеными. По крайней мере до начала 1960-х годов  японские авторы придерживались этой позиции в отношении кротов Восточной Азии, но в 1960-х родовое название Mogera  снова было введено в действие, а отдельные виды вновь были признаны.
Ошибка, которую сделал Нагамити Курода в отчёте 1940 года о японской фауне млекопитающих, привела к смешению научного названия японской могеры с названием малой японской могеры.  В 1936 году Курода описал малого японского крота из северного Хонсю как Mogera wogura minor. Как уже упоминалось, в 1905 году Томас сравнил черепа некоторых мелких йокогамских кротов со своей новой формой Mogera wogura kobeae, но назвал меньшие черепа типичными Mogera wogura wogura, считая, что Йокогама типовое местонахождение этого вида. Это привело к тому, что Курода предположил, что Томас имел в виду малую японскую могеру. В результате маленькие кроты северного Хонсю стали впоследствии называться Mogera wogura wogura, а более крупные в южной части острова — Mogera wogura kobeae. Во время ревизии насекомоядных Японии в 1967 году Хисаси Абэ повысил статус обеих форм до статуса видов, дав им научные названия Mogera wogura и Mogera kobeae. Только исследования серий кротов со всей территории Японии, включая имеющиеся образцы голо- и лектотипов в 1990-х годах, решило эту проблему, и обозначение Mogera wogura вернулось к крупным кротам южной части Хонсю.
За всё время исследований было описано несколько подвидов японской могеры. Это относится, прежде всего, к японским островной зоне, где в 1905 году Олдфилд Томас описал мелкую форму с острова Якусима Mogera wogura kanai. В 1940 году Курода выделил ещё один подвид с Mogera wogura kiusiuana  из окрестностей Фукуока на Кюсю. Статус этих подвидов неясен, восьмой том фундументальной сводки "Handbook of the Mammals of the World" 2018 года издания рассматривает японскую могеру как монотипный вид. Однако генетический анализ, проведённый в 2000 году, позволил идентифицировать несколько различимых генетических линий. «Линию Кюсю» от одноименного острова можно противопоставить «линии Тюгоку-Сикоку» от южного Хонсю и острова Сикоку и «линии Кинки-Токай» от более центральных районов Хонсю. Генетические дистанции составляют от 4,3 до 6,2%, вариации внутри отдельных линий относительно невелики и составляют от 0,4 до 1,4%. Тем не менее, отдельные подгруппы можно распознать в «линии Тюгоку-Сикоку» и «линии Кинки-Токай». Это касается, например, района Тюгоку, самого острова Сикоку и островов Оки в первом, а также популяций к западу и востоку от реки Фудзи в последнем. Разделение на три основные линии началось в нижнем плейстоцене около 1 миллиона лет назад..

### Сколько видов могер в фауне России?
Японская могера долгое время была включена в фауну России. Предыстория этого вопроса такова.
Уссурийская могера также считалась подвидом японской могеры. Эта форма была описан в 1891 году Альфредом Нерингом как Mogera  robusta из окрестностей Владивостока и представляет собой очень крупную форму кротов. В 1907 году Олдфилд Томас описал с Корейского полуострова значительно меньшую по размеру Mogera wogura coreana. Отнесение этих форм к японской могере было в основном основано на анатомии черепа. Эта точку зрения разделяли многие зарубежные, но не японcкие учёные, в частности её придерживался Р. Хуттерер в 2005 году. C его точки зрения Mogera wogura обитает и на Японских островах, и на континенте и включает только два подвида: Mogera w. wogura и Mogera w. robusta.
В СССР и России традиционно считалось, что в фауне Дальнего Востока два вида могер: большая, она же уссурийская (Mogera robusta) и  малая, она же японская или средняя (Mogera wogura), обитающая на крайнем юге Приморья (от южного берега Славянского залива 42°51' с.ш. и  131°23' в.д., на запад до подножья Сухановского хребта). Две формы отчетливо различаются по размерам, структуре меха, строению слуховых косточек, отсутствием у малой могеры прианальных желёз и слабым развитием у неё подкожной мускулатуры, по анатомии glans penis и тазовых костей. Причем различия по размерам у этих форм были с хиатусом (или с разрывом), то есть максимальное значение кондилобазальной длины черепа "малой могеры" меньше, чем минимальное значение того же показателя у большой.  Кроме того большая и "малая" могеры различаются по биотопическим предпочтениям. Если первая лесной вид, вторая живёт в открытых биотопах.
Однако с помощью молекулярно-генетических данных несколькими авторами независимо было показано, что все могеры на континенте не родственны японской могере (Mogera wogura). Таким образом, японскую могеру необходимо исключить из списка фауны России.
Но вопрос о том, сколько видов могер в фауне России и как следует называть "малую" могеру с юга Приморского остаётся открытым. Даже соавторы последней отечественной сводки по насекомоядным не пришли к согласию в этом вопросе. Л. Л. Войта считает "что для 2 дальневосточных форм можно предполагать подвидовой статус <...> использовать название "wogura" для континентального подвида некорректно. Таким образом, для фауны России и сопредельных территорий мы принимаем один вид". Б. И. Шефтель пишет, что так как "Юдин (1989) считал, что на юге Приморья обитает подвид Mogera wogura coreana Thomas, 1907. Поскольку показана видовая самостоятельность обитающей на юге Приморья мелкой формы могеры, в настоящий момент средняя могера должна называться Mogera  coreana Thomas, 1907.".